# Calzada del Coto
Calzada del Coto – gmina w Hiszpanii, w prowincji León, w Kastylii i León, o powierzchni 56,03 km². W 2011 roku gmina liczyła 261 mieszkańców.